# Apanthura tyrrhenica
Apanthura tyrrhenica är en kräftdjursart som beskrevs av Johann-Wolfgang Wägele 1980. Apanthura tyrrhenica ingår i släktet Apanthura och familjen Anthuridae. Inga underarter finns listade i Catalogue of Life.